# Herb gminy Pszczółki
Herb gminy Pszczółki – symbol gminy Pszczółki, ustanowiony 21 marca 2001.

## Wygląd i symbolika
Herb przedstawia na tarczy z czarną obwódką koloru zielonego widziane z góry trzy złote pszczoły nawiązujące do nazwy gminy, jak i do tradycji pszczelarskich.